# スバス・ネムバン

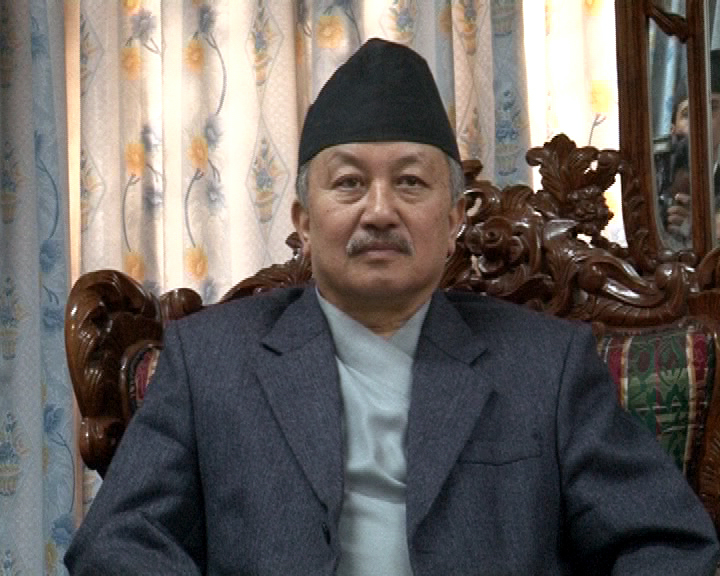
スバス・ネムバンまたはスバス・ネムワン

スバス・ネムバンまたはスバス・ネムワン（Subash Nembang, Subash Nemwang 1953年3月11日 - 2023年9月12日）は、ネパールの政治家。元制憲議会議長（統一共産党出身）。リンブー族出身。法学士、教養学士。スバス・チャンドラ・ネムワンとも表記される。

## 来歴
下院議長、立法議会議長、法務大臣などを歴任してきた。
2008年7月22日、全会一致で制憲議会議長に選出された。
2023年3月9日の大統領選挙では連邦・州議会議員による投票の結果15,518票を獲得したが、33,802票を獲得したラム・チャンドラ・パウデルに敗れた。
2023年9月12日未明に死去。71歳没。